# Hermann Viehweger

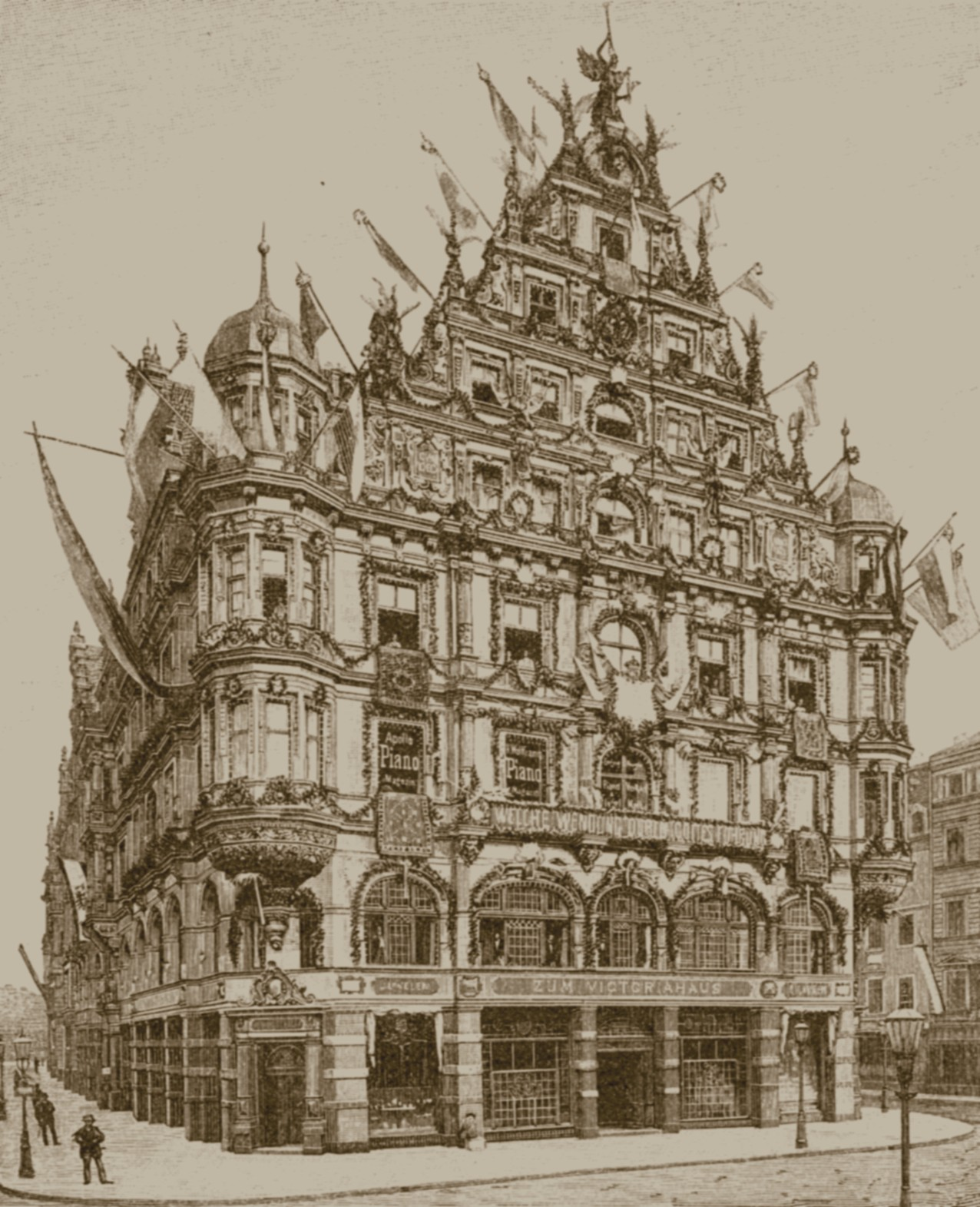
Viktoriahaus in Dresden

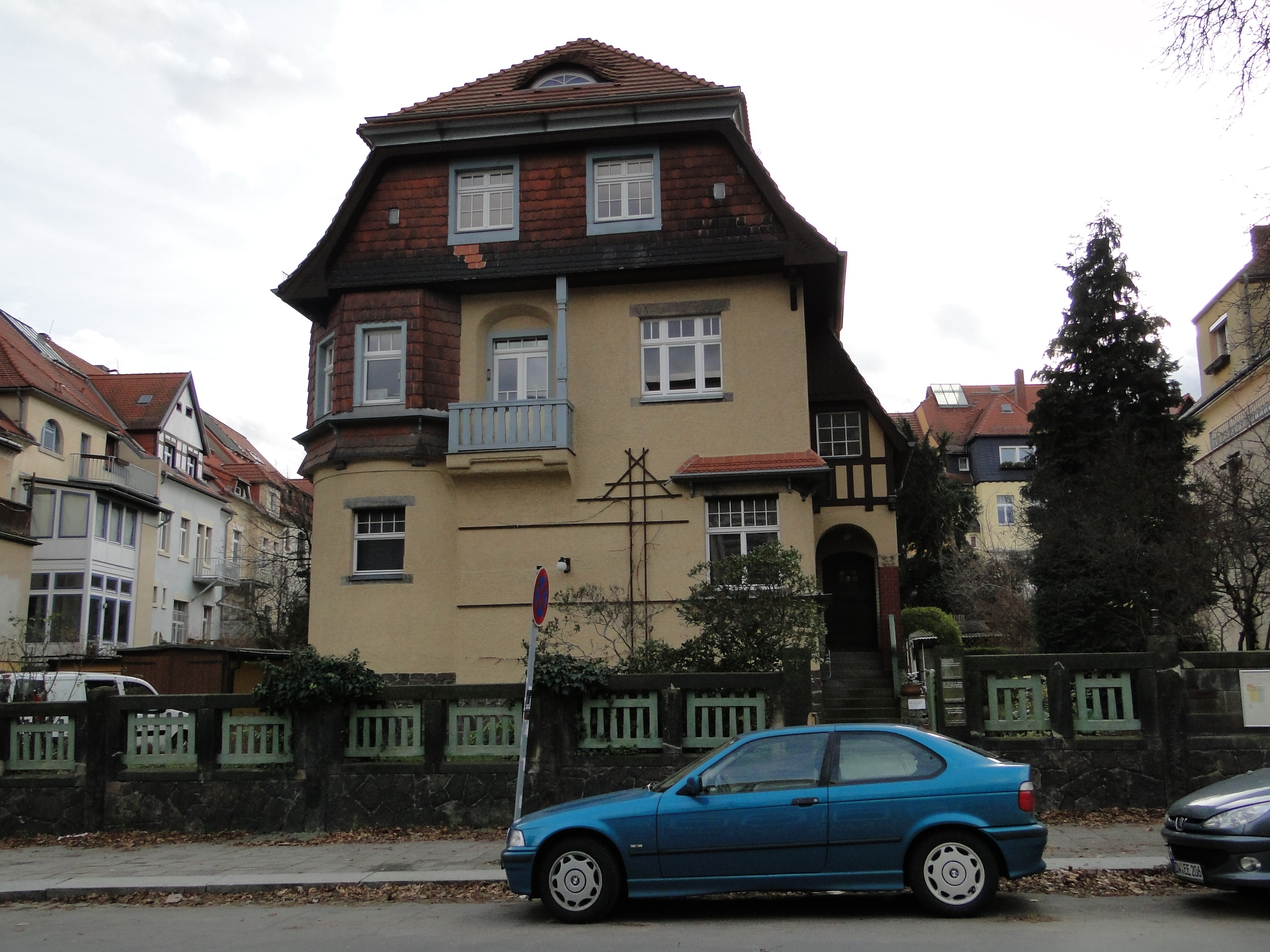
Villa Viehweger, Mommsenstraße 1

Ferdinand Hermann Viehweger  (* 14. August 1846 in Grünhain, Erzgebirge; † 4. Dezember 1922 in Dresden) war ein deutscher Architekt.
Er studierte in den Jahren 1872 bis 1873 an der Dresdner Kunstakademie bei Christian Friedrich Arnold und später im Privatatelier von Karl Weißbach. Er arbeitete danach freiberuflich, in den Jahren 1880 bis 1906 in Bürogemeinschaft mit William Lossow. Das Büro Lossow und Viehweger erbaute in Dresden u. a. von 1890 bis 1892 das Viktoriahaus, 1895–1900 die Garnisonkirche St. Martin, 1897–1898 das Central-Theater, von 1900 bis 1902 die (spätere) Auferstehungskirche in Plauen bei Dresden, 1904 das Kaufhaus Herzfeld am Altmarkt und von 1901 bis 1908 die Kunstgewerbeschule mit Museum. 1904 ließ er nach seinen Plänen die Villa Viehweger auf der Mommsenstraße 1 errichten, in der er mit seiner Familie wohnte.